# Rukumkot
Rukumkot (en népalais : रुकुमकोट) est un comité de développement villageois du Népal situé dans le district de Rukum. Au recensement de 2011, il comptait 6 045 habitants.